# Guillen de San Clemente
Guillén de San Clemente, též Guillén de San Clemente y Centellas (1539, Barcelona – 3. září 1608, Praha) byl španělský šlechtic, politik, voják, člen Řádu svatojakubských rytířů a diplomat katalánského původu, který působil jako španělský vyslanec v Praze v letech 1581 až 1608.

## Život
Pocházel se střední španělské šlechty. Jeho otcem byl don Juan de San Clemente, královský stolník a pán Salserského hradu, jeho matkou byla doña Isabela Centellas.

### Vojenská dráha
Zprvu působil jako voják pod velením generála dona Juana de Austria. V letech 1569–1570 se zúčastnil potlačení povstání Morisků, konkrétně u Alpujarras (1570) a následně byl zraněn u Galery. Po uzdravení začal působit ve Středozemí jako voják ve službách španělského loďstva pod velením admirála dona Luise de Requesens. Prošel tak bojištěm v Levantě a v Nizozemí. Admirál jej dokonce španělskému králi doporučoval na uvolněné místo místokrále Mallorky. Posledními jeho působišti byla bojiště ve Flandrech, kde byl kapitánem italských tercií a v Itálii. Tam se dozvěděl o svém jmenováním rytířem Svatojakubského řádu a následně vstoupil do diplomatických služeb španělského krále.

### Diplomat
Nejprve působil v Neapoli, kde pracoval pro dona Juana de Zúñiga. Následně pracoval na vyslanectví v Turíně, odkud však byl přesunut do Prahy, kde byl dne 13. července 1581 Filipem II. jmenován mimořádným vyslancem. Sám Guillén de San Clemente nepředpokládal, že by v Praze pobyl delší dobu, ale dne 6. dubna 1588 byl nakonec Filipem II. jmenován řádným vyslancem španělského krále při císařském dvoře. V roce 1589 byl jmenován komturem Svatojakubského řádu a s tím mu byly přiděleny i dvě komendy - Horcajo a Moratalla. V roce 1590 nechal provést přesun vyslanecké rezidence z Malé Strany do Tuchařovského domu na Hradčanech, který stával v Kanovnické ulici. Tento dům byl sídlem španělského vyslance do roku 1611.
V roce 1586 byl Filipem II. odeslán dočasně do Benátek. Odtud potom v roce 1587 odešel do Polska, kde bylo jeho cílem prosadit volbu arcivévody Maxmiliána za polského krále. Po této nevydařené akci se opět vrátil do Prahy.
2. září 1598 byl přítomen ve Štýrském Hradci, kde se stal vůdčí postavou v doprovodu arcivévodkyně Markéty Habsburské, nevěsty nového španělského krále Filipa III. Spolu s arcivévodkyní potom don Guillén prošel severní Itálií do Janova, kde se celý doprovod nalodil a po moři cestoval do Španělska. 21. března 1599 ve Vinoroze vstoupila arcivévodkyně na španělskou půdu. Ve Valencii se potom don Guillén setkal s králem Filipem III. a po splnění svého úkolu se přes rodnou Barcelonu, lázeňský pobyt v Itálii a tříměsíční pobyt ve Vídni vrátil na počátku roku 1600 do Prahy.
Jeho hlavním diplomatickým přínosem španělskému králi bylo navazování kontaktů se zástupci aristokracie, k čemuž využíval i velkolepé hostiny. Jednu z nich z 26. července 1600 popsal mimořádný vyslanec francouzského krále Jindřicha IV. maršál Urbain de Laval de Boisdauphin. Kromě vlastních hostin často navštěvoval katolické šlechtice žijící v Praze, kteří podporovali španělskou stranu - zejména skupinu šlechticů (Pernštejnové, Rožmberkové, Slavata z Chlumu, Lichtenštejnové aj.), kteří byli návštěvníky tzv. Pernštejnského salónu, kde kromě mnoha členek pernštejnského rodu byly i vynikající osobnosti té doby jako Marie Manrique de Lara, její neteř (a zároveň snacha) Anna Marie Manrique de Lara nebo její dcera Polyxena z Pernštejna.
Největším San Clementeho selháním bylo neprosazení volby arcivévody Maxmiliána za polského krále a nepřesvědčení Rudolfa II. k sňatku se španělskou infantkou.

### Mecenáš
Don Guillén vlastnil rozsáhlou knihovnu, jejíž zbytky jsou zachovány v některých pražských knihovnách a klášterech, kterým část knih rozdal. Nerozdával jen knihy, ale byl i celkově štědrý dárce. Nejvíce podporoval pražské jezuity.
Pro členy pražské španělské kolonie nechal vytvořit v augustiniánském klášteře a kostele sv. Tomáše na Malé Straně votivní oltář a hrobku. Za Rudolfa II. se kostel sv. Tomáše stal dvorským farním kostelem pro členy španělské kolonie a také pro část české šlechty, která se řadila ke španělské straně.
Přestože sám byl katolík, podporoval i nekatolicky smýšlející jedince. Známý je jeho vliv na císaře Rudolfa II., aby vlídně přijal Giordana Bruna v Praze, jenž díky němu mohl vydat svůj spis De specierum scrutinio et lampade combinatorio Raymundi Lullii (O zkoumání zvláštností a o světle kombinatoriky Raymonda Lulla) a Articuli centum et sexaginta adversus huius tempestatis mathematicos atque philosophos (Sto šedesát článků proti současným matematikům a filozofům). Don Guillén se také přátelil s italským filozofem protestantské víry Francescem Puccim.

### Nemoc a smrt
U dona Guilléna se začala rozvíjet choroba okamžikem příchodu do Prahy, ale zjevná se stala až v druhé polovině 80. let 16. století. Trpěl paralýzou pravé poloviny těla a tato se postupně rozšířila i na levou nohu. Většinu svého tehdejšího času musel proto trávit vleže na lůžku nebo sedět v křesle. Tehdy rozšířeným názorem bylo, že šlo o následek zranění z období jeho vojenské kariéry. Podle názorů dnešních historiků však mohlo jít i o roztroušenou sklerózu nebo následek revmatismu.

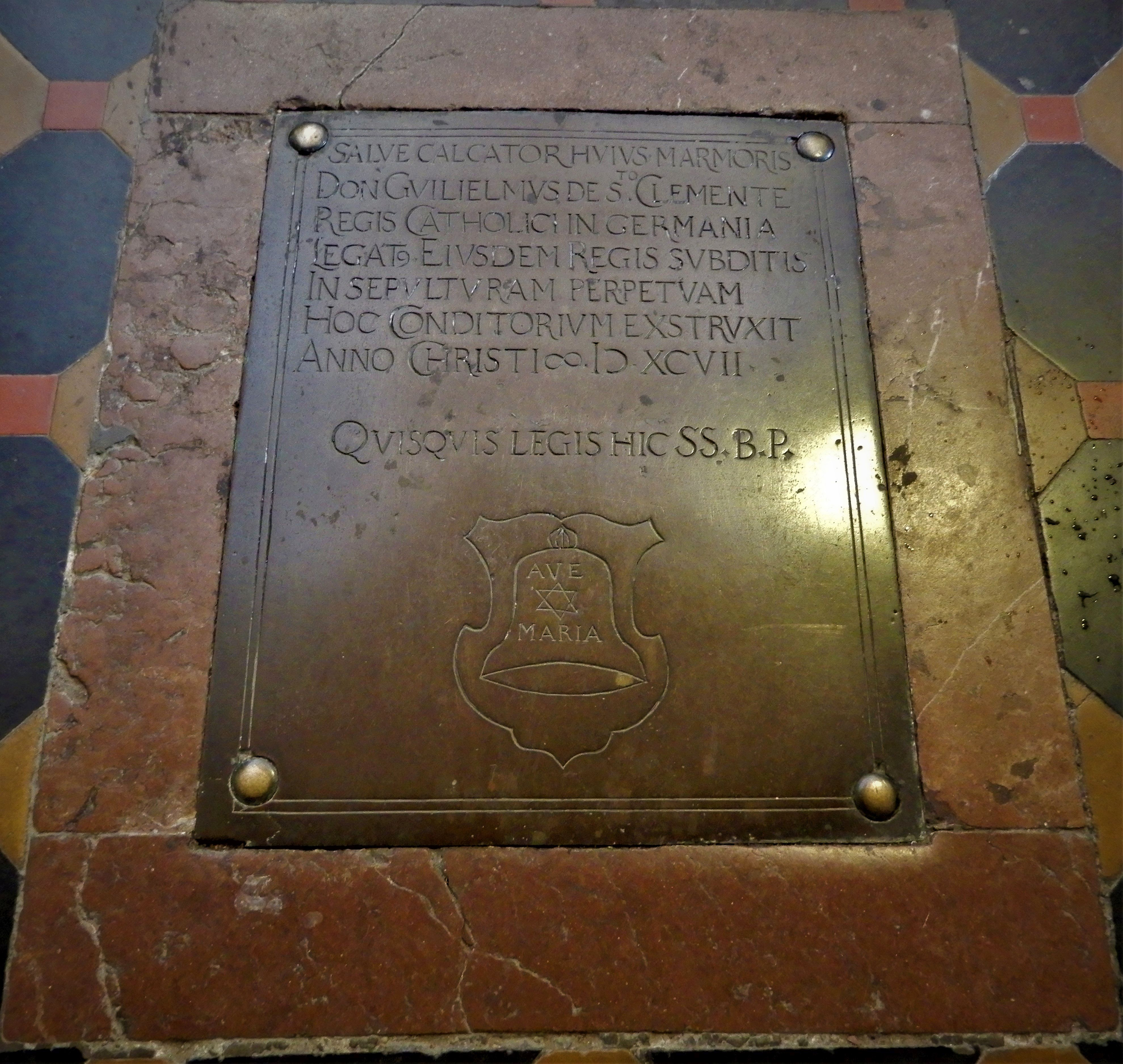
Náhrobek Dona Guiléna de San Clemente v kostele sv. Tomáše na Malé Straně

Dona Guilléna léčil pražský dvorní lékař Kryštof Guarinoni Fontanus, který neváhal rozeslat popis příznaků vyslancovy nemoci ke konzultaci svým katolickým kolegům po Evropě. Celkem se vrátilo 25 posudků, z nichž 3 byly ve španělštině a 22 v latině. Tyto posudky potom lékař doplnil o odborný závěr a doporučení a následně dal vše svázat. Díky tomu je dnes toto dílo důležitým zdrojem informací o lékařských postupech na konci 16. století.
Přestože si don Guillén nepřál zemřít v Českém království, tak se již zpět do Barcelony vrátit nestihl, neboť čekal na příjezd svého nástupce na postu vyslance, tj. Baltasara de Zúñigy.

## Hrobka
Don Guillén zemřel v Praze, a proto byl pohřben v hlavním chrámu pražských a španělských katolických dvořanů, kostele sv. Tomáše na Malé Straně, v hrobce, kterou v podlaze chrámové lodi dal před oltářem zbudovat právě pro členy španělské obce. Má rám z hnědého sliveneckého mramoru a na dochované bronzové náhrobní desce vyrytý nápis kapitálou: SALVE CALCATOR HVIVS MARMORIS/ DON GUILIELMUS DE Sto CLEMENTE REGIS CATHOLICI IN GERMANIA/ LEGATOR EIVSDEM REGIS SVBDITIS/ IN SEPULTURAM EXSTRUXIT ANNO CHRISTI ICXCVII QUISQUIS LEGIS HIC SS.B.P. a pod ním je erbovní štítek se zvonem, v něm šesticípá hvězda a počáteční slova modlitby AVE MARIA. Guilénovu podobiznu si lze prohlédnout nedaleko náhrobku v retáblu votivního oltáře v témže kostele sv. Tomáše: je vymalován klečící pod umírajícím Kristem, ve společnosti sv. Kateřiny. Postava sv. Kateřiny je vzhledem ke své podobě přisuzována Polyxeně z Pernštejna. 
V zahraniční literatuře lze nalézt odkazy, že tělo dona Guilléna de San Clemente bylo po pohřbu v Praze v roce 1608 později přepraveno a pohřbeno v Barceloně, do hrobky, kterou si don Guillén pro sebe nechal postavit. Ve všech těchto odkazech chybí zdroj, ze kterého byla informace čerpána. Jako rozhodné by bylo nezbytné provést archeologický průzkum hrobky v Praze.

## Odkaz v kultuře
- konverzační komorní drama Španělé v Praze